# منگ چیانگهوا
منگ چیانگهوا (انگلیسی: Meng Qianghua؛ زادهٔ ۱۳ مهٔ ۱۹۶۶) تنیس‌باز اهل چین بود. وی در بازی‌های المپیک تابستانی ۱۹۹۲ شرکت کرده‌است.